# Arcticidae
Arcticidae é uma família de moluscos bivalves da ordem Veneroida. Um deles viveu de 1499 a 2006, o molusco Ming.

## Gêneros
- Arctica
- Trigonocardia